# ربيع حار (رواية)
ربيع حار  هي رواية من تأليف الكاتبة الفلسطينية سحر خليفة، صدرت عام 2004، عن دار الأدب في بيروت. تتناول الرواية الواقع الفلسطيني المعقد في مرحلة ما بعد معاهدة أوسلو والانتفاضة الفلسطينية الثانية، مسلطة الضوء على الأحداث التي شهدها ربيع عام 2002 مثل حصار ياسر عرفات في مقر المقاطعة في رام الله، واجتياح نابلس،

## نبذة عن الرواية
تتكون الرواية من جزأين: "ربيع حار" و "رحلة الصبر والصبّار". تدور القصة حول شخصيتين رئيسيتين هما أحمد ومجيد، وهما أخوان غير شقيقين يعشقان الفن والرسم، لكن الواقع السياسي والاجتماعي يجبرهما على التخلي عن أحلامهما.
أحمد يصبح مراسلًا صحفيًا ويشارك في الدفاع عن مقر الرئيس ياسر عرفات في رام الله أثناء الحصار. مجيد يعمل مسعفًا وينضم إلى الهلال الأحمر الفلسطيني أثناء الاجتياح الإسرائيلي لمدينة نابلس، حتى تنتهي حياته باستشهاده.  
يسرد الجزء الأول من الرواية علاقة" أحمد" ب"ميرا" الفتاة اليهودية من المستوطنة المجاورة لبلدته ،وعلاقة "أحمد" ب"عيسى" الذي يعمل في مستوطنة أقيمت في بلدته، وعلاقة "مجيد" ب"لورا" ووالدها "بدر الوشمي" الثري المتعاون مع الاحتلال

## الشخصيات
- أحمد: مراسل صحفي، كان يعاني من التعلثم في صغره و يحب التصوير.
- مجيد: مسعف ومغنٍ، يحلم بدراسة الموسيقى.
- فضل القسام :والد "أحمد" و"مجيد"، مراسل وصاحب مكتبة لبيع المطبوعات، يعيش في مخيم في بلدة "عين المرجان"، نزح صغيرًا مع عائلته من حيفا عام 1948 وعمل في البداية بائع علك ثم بائع حلويات متجول وجرائد ، تزوج من مغنية وعازفة على العود "شهيرة"وأنجب منها "مجيد"، وبعد موت "شهيرة" تزوج امرأة أخرى وأنجب "أحمد"
- أم سعاد: تعمل في الخياطة، تعيش في المخيم ، والدة "سعاد" و"سعيد"، تتولى مسؤلية الأسرة بعد اعتقال زوجها ، وتٌلقب "مختارة الحارة" بعد مواقفها أثناء اجتياح المخيم
- ميرا: فتاة يهودية تعيش في مستوطنة قريبة من بلدة أحمد، تنشأ علاقة إعجاب متبادلة بينها وبين أحمد[6]
- سعاد: شابة فلسطينية تثبت شجاعتها أثناء الاجتياح، تحب مجيد القسام. يستغلها أخوها سعيد لأخذ النقود من أُمهما
- سعيد: شقيق سعاد، ويقيم ويعمل محامي في عمّان
- بدر الوشمي: رجل أعمال، متهم بالفساد، لديه علاقات بالاحتلال وكبار القوم. درس في برنستون في الولايات المتحدة، يُتقن لغات عدة، هواياته العزف على البيانو ولعب التنس
- لورا الوشمي :ابنة" بدر الشيمي" الثرية ، هي صحفية، وعملت مع محطات أوروبية، ومعجبة بمجيد

## ملخص الرواية

### الجزء الأول: بداية الحلم والصراع
تبدأ الرواية برسم صورة لحياة الشقيقين أحمد ومجيد، وهما شابان يعيشان في مخيم فلسطيني في بلدة "عين المرجان". أحمد، الفتى الحالم الذي يعاني من التلعثم، يجد شغفه في التصوير بفضل كاميرا يهديها له والده، بينما يطمح مجيد، الأخ الأكبر، إلى دراسة الموسيقى في مصر ويُظهر شغفًا بالغناء.
تتشابك مصائر الشخصيات مع واقع الاحتلال الإسرائيلي؛ أحمد يتعرف على ميرا، الفتاة اليهودية التي تعيش في المستوطنة المجاورة. تنشأ علاقة إعجاب متبادل بينهما، مما يعكس التناقض بين الانجذاب الإنساني والحواجز السياسية. في المقابل، يعمل مجيد مع فرقته الموسيقية ويحاول تحقيق أحلامه وسط ظروف قاسية.
أحداث الجزء الأول تكشف عن تعقيدات الواقع الفلسطيني من خلال شخصيات ثانوية مثل بدر الوشمي، رجل الأعمال المتهم بالفساد والتعاون مع الاحتلال، وابنته لورا التي تعجب بمجيد وتحاول مساعدته لتحقيق طموحه من خلال دعم مالي وفرص للسفر. ورغم ذلك، تقف المبادئ والاختلافات الثقافية عقبة أمام مجيد في استغلال هذه الفرص.
تسلط الرواية الضوء أيضًا على حياة المخيم، بما في ذلك الجوانب الاجتماعية والاقتصادية، إذ يعيش سكانه بين الفقر والأمل. يُظهر الكاتب كيف أن هذه البيئة تدفع الشخصيات إلى اتخاذ قرارات مصيرية، كعمل أحمد في المستوطنة وتصويره حياة المستوطنين، مما يفتح نافذة على الاختلافات بين عالمي الاحتلال والمقاومة. 

### الجزء الثاني: الدمار والتضحية
في الجزء الثاني تنتقل الرواية إلى وصف مفصل للحصار الذي فرضته القوات الإسرائيلية على نابلس ورام الله خلال اجتياح 2002. مع توضيح تأثير الاحتلال على العائلات الفلسطينية التي تفقد أبناءها واحدًا تلو الآخر. يتم تصوير مشاهد القصف والدمار من خلال أعين أحمد ومجيد، اللذين يواجهان تحديات كبيرة. مجيد، الذي ينضم إلى الهلال الأحمر كمسعف، يضحي بحياته لإنقاذ الآخرين خلال الاجتياح. تُبرز الرواية مشاهد بطولية مثل استضافة أم سعاد للمصابين والمقاتلين في منزلها وسط الدمار. تقوم أم سعاد بدور رعاية مصابين سكان المخيم وإعداد الطعام لهم، بعد استطاعتها فتح مشغل للخياطة لإعالة أسرتها إثر اعتقال زوجها منذ 25 عام واغتراب معظم أولادها الثمانية وارتقاء آخرهم شهيد,
في المقابل، يجد أحمد نفسه في قلب الأحداث كمراسل صحفي، ويوثق بكاميرته المعاناة اليومية للشعب الفلسطيني. أثناء تصويره احتجاجات ضد بناء الجدار العازل، يلتقي بالناشطة الحقوقية الأمريكية راشيل كوري ويشهد محاولتها التصدي لهدم المنازل. تنتهي الرواية بمشهد مأساوي حيث يُقتل أحمد على مرئ من والده وميرا، برصاص الاحتلال أثناء توثيقه لحظة دهس راشيل، تاركًا وراءه إرثًا من الصور التي تروي معاناة شعبه.

## رمزية الرواية
تعكس الرواية ثنائية الحلم والواقع في حياة الفلسطينيين، إذ يجسد أحمد ومجيد الأمل في مستقبل أفضل رغم كل العوائق. عبر شخصياتها المتنوعة، تقدم الرواية رؤية متعددة الأبعاد للحياة تحت الاحتلال، . تقدم الرواية شهادة حية على تفاصيل الحياة اليومية في ظل ظروف سياسية واجتماعية خانقة. من خلال شخصياتها، تعبر الرواية عن صراع دائم بين الحلم والواقع، بين الحب والحرب، وبين التكيف والمقاومة.